# Pablo Etcheverry
Pablo Etcheverry (Vicente López, 16 de diciembre de 1966) es un músico y compositor argentino.

## Biografía
Estudió piano con María Luisa De Caro y Eduardo Lodigiani. En su adolescencia cursó estudios de piano clásico, y audioperceptiva en el Conservatorio Municipal Manuel de Falla. Allí tuvo como profesores a Guillermo Canepa en audioperceptiva y a Beatriz Pedrini en piano. Luego estudió jazz, armonía e improvisación con Eduardo Bauchi, y Adrian Iaies. También estudió batería con Willy Iturri, y Daniel Colombres.
Ha trabajado con artistas como Cris Manzano, Cacho Castaña, La Zimbabwe, La Groovisima, Diego Torres, Las Blacanblus, Magali Bachor, Ana Claudia Bataglia y Suéter.
Desde febrero de 2007 es director musical de la banda de Diego Torres, y teclista de la misma. Por otra parte, desde 2006 se encuentra componiendo, arreglando y produciendo música para cortos de cine en Estados Unidos junto a su hermano Juan Martin Etcheverry, residente en Nueva York. Juntos compusieron, arreglaron y produjeron la música para la película corta de 2006 Accidental Activist del director sueco Andrew Hunt.
- Datos: Q6055964